# 葛西大崎一揆
葛西大崎一揆（かさいおおさきいっき）は、天正18年（1590年）に発生した、豊臣秀吉の奥州仕置により改易された葛西氏・大崎氏らの旧臣による新領主の木村吉清・清久父子に対する反乱である。

## 背景
葛西氏・大崎氏は、ともに陸奥国中部（宮城県北部～岩手県南部）の戦国大名であったが、伊達政宗の曾祖父・稙宗の代から伊達氏に従属しており、独自に兵を小田原に派遣できる状態ではなかった。
しかし、天正18年（1590年）7月26日、葛西晴信・大崎義隆の両名は小田原に参陣しなかったことを理由に秀吉に領地を没収され、葛西・大崎両氏の旧領13郡（胆沢・江刺・磐井・気仙・本吉・登米・桃生・牡鹿・栗原・遠田・志田・玉造・加美）には新たに木村吉清が封じられた。吉清は葛西氏の居城・寺池城に拠り、子の清久を大崎氏の居城・名生城に配置して領国経営を開始したが、その統治手法は旧葛西・大崎家臣団らの強い反発を買うものであった。浅野長吉が仕置を終えて去った直後の10月初旬、木村領の加美郡米泉（現：加美町米泉）で伝馬役をめぐる紛争が起こった。これは正規の伝馬役に対する公然の抵抗として起こされたもので、参加者は100名におよんだと推測されており、一揆の前兆と見られている。

## 経過

### 一揆発生（天正18年）
10月16日、岩手沢城で旧城主・氏家吉継の家来が領民と共に蜂起して城を占拠したのを皮切りに、一揆は領内全土へと拡大する。清久は寺池城に赴いて父と対策を協議したが、名生城に戻る途中に立ち寄った佐沼城で一揆勢に囲まれてしまい、救援に赴いた吉清もろとも佐沼城に閉じ込められてしまった。その結果一揆勢は寺池城・名生城をも木村父子から奪取し、木村領は「一揆もち」（『伊達家文書』）と称されるまでの状態となった。
帰京の途にあった浅野長吉は、滞在していた白河城でこの知らせを受けると二本松城へと引き返し、蒲生氏郷と伊達政宗に木村親子の救出を命じた。10月26日に氏郷と政宗は伊達領の黒川郡下草城にて会談し、11月16日より共同で一揆鎮圧にあたることで合意した。ところが鎮圧を始める予定の前日の15日に、氏郷の陣に政宗家臣・須田伯耆が一揆を扇動したのは政宗であると訴え出て、さらには政宗の祐筆であった曾根四郎助が、政宗が一揆に与えた密書を持参した。また政宗の軍勢が撃っている鉄砲が空砲であるとの報告もあり、16日に氏郷は単独で一揆勢に落とされていた名生城を占領し、籠城して一揆及び政宗に備えるとともに、秀吉に使者を遣わして情勢を報告し、氏郷からの報告を受けた秀吉は石田三成を派遣して対策を命じた。片や政宗も単独での行動を開始し、高清水城・宮沢城を攻略、24日には佐沼城を落として木村親子を救出し、両名を氏郷の居る名生城へ送り届けた。氏郷は木村親子救出後も政宗への備えを解かず、名生城に籠城して越年することを決め、帰路の安全確保のため政宗に人質を要求し、政宗は一門の重臣伊達成実・国分盛重の両名を提出した。
一方その頃、旧領主・大崎義隆は上洛して秀吉に小田原への不参陣を謝罪し旧領への復帰を願い出ており、12月7日に秀吉は義隆に対して検地終了後に旧領の三分の一を宛い大崎氏の復帰を許す旨の朱印状を下していた。

### 政宗喚問～鎮圧（天正19年）
明けて天正19年（1591年）1月1日、政宗からの人質を預かった氏郷は、名生城を出て会津へと帰還した。10日には相馬領に三成が到着し、政宗に対して秀吉からの上洛命令を伝え、氏郷・木村親子らを伴って帰京した。2月4日、上洛した政宗に対する査問が行われると、政宗は一揆を煽動した証拠とされる密書は偽造されたものであり、本物の自分の書状は花押の鶺鴒の目の部分に針で穴を開けていると主張した。秀吉はこの主張を認め、政宗に改めて一揆を鎮圧するように命じ、援軍として豊臣秀次・徳川家康にも出陣を命じた。
5月に米沢へと戻った政宗は、6月14日に再び出陣して本格的に一揆の掃討に取りかかる。しかし、一揆勢の烈しい抵抗に遭い浜田景隆・佐藤為信ら重臣が相次いで討ち死にを遂げるなどしたが、7月4日に寺池城が陥落すると残った一揆勢も降伏して、ようやく一揆は終息する。8月14日、政宗は桃生郡須江山に一揆の主立った者らを呼び寄せると、泉田重光・屋代景頼に命じて皆殺しにし12月7日、秋保氏一族の馬場定重・頼重父子に命じて小野城主・長江勝景（葛西晴信・相馬義胤からみて義兄）を殺害させた。
領主・木村吉清は一揆発生の責任を問われて改易となり、吉清は氏郷を頼ってその客将となった。木村領の葛西・大崎13郡は政宗に与えられることになったため、前年に大崎義隆へ下された朱印状は反故となり、大崎氏の大名復帰は叶わなかった。9月23日、秀吉から葛西・大崎13郡の検地と城砦改修とを命じられていた家康は、仕置を終えて政宗に新領土を引き渡した。政宗は岩手沢城を岩出山城と改名し、慶長6年（1601年）に青葉城を築いて移るまで居城とした。

## 政宗による一揆への関与
政宗が一揆に書状を送るなどして煽動したという疑惑については、政宗の関与を否定するむきも有るが（氏郷の策略・須田伯耆の誣告・一揆衆による宣伝工作等）、政宗自身が一揆を煽動していたとの見解が最有力である。奥州仕置で惣無事令後に獲得した会津ほか8郡を没収された政宗が、失地回復の手段として、一揆を起こさせて新領主の木村を失脚させ、一揆鎮圧の功績を以て葛西・大崎旧領を獲得しようと企んだ、というのが大体の筋書きで、須江山における一揆謀殺も、証拠湮滅のために行われたと見られている。
秀吉もまた、政宗の申し開きを表向きは認めたものの、明らかに懲罰と見受けられる措置（下記参照）をとっていることから、政宗の煽動が一揆発生の原因と判断したと考えられる。

## 戦後処理・影響
秀吉は葛西・大崎13郡30万石を政宗に与えたが、その代わりに本来の所領12郡余72万石のうち、6郡（長井・信夫・伊達・安達・田村・刈田）44万石を没収して氏郷に与えた。これにより政宗の所領は19郡余58万石となった。
政宗に新たに与えられた葛西・大崎13郡は一揆による荒廃が甚だしく、加えて200年余もの間伊達氏の所領であった伊達・信夫・長井の3郡を喪失したことにより、実際に被った経済的損失は減封分14万石を大きく上回るものであった。なお、葛西・大崎13郡が復興を遂げて仙台藩が実高100万石とも称されるようになるには、寛永3年（1626年）の川村重吉による北上川改修工事の完成を待たねばならない。
同時に転封に伴う伊達家中の知行再編が行われたが、減封の影響によって知行高は軒並み削減された上、転地の際にはそのままでは収穫を見込めない荒蕪地・野谷地を多く宛われたため、困窮した家臣団の不満が高まった。転封を拒んだ北目城主・粟野重国が居城を攻め落とされたほか、伊達成実・国分盛重・鬼庭綱元・遠藤宗信ら重臣の出奔が相次いだ。また、広大な知行地を与えた重臣達に領地復興を丸投げする格好になったため、仙台藩において地方知行制が幕末に至るまで残存する原因となり、集権化は大幅な後退を余儀なくされた。